# Injustice 2
Injustice 2 är ett fightingspel utvecklat av NetherRealm Studios och utgivet av Warner Bros. Interactive Entertainment. Det är uppföljaren till Injustice: Gods Among Us från 2013, och släpptes i maj 2017 för Playstation 4 och Xbox One, samt som mobilapp till IOS- och Android-mobiler.
Spelupplägget är likartat med det föregående spelet, om än med mindre justeringar till det föregående spelets mekaniker. Injustice 2 introducerar en ny funktion vid namn Gear System, ett system som belönar spelare med kostymdelar och utrustning som kan användas för att anpassa spelfigurernas utseenden och ändra deras förmågor och statistik. Enligt NetherRealm Studios hade iden om att implementera ett RPG-liknande progressionssystem i ett fightingspel funnits sedan innan nedläggningen av Midway Games, den tidigare utvecklaren bakom Mortal Kombat-serien. Regissören Ed Boon försökte också implementera spelmekaniker som används i skjutspel med flerspelarläge, till exempel personalisering, karaktärsskapande, byte och nivåsystem, till fightingspelsgenren, vilket ledde till utvecklingen av Gear System.
Berättelsen i Injustice 2 handlar om Batman och hans försök att återställa samhället efter Supermanregimens fall. Men när den nybildade superskurk-gruppen "The Society" och utomjordingen Brainiac hotar Jordens säkerhet tvingas Batman att frisläppa den fängslade Superman för att hjälpa honom med att bekämpa de nya hoten. Spelet fick positiva recensioner från recensenter, som berömde spelets berättelse, presentation, förbättrade spelmekaniker och karaktärsmöjligheter, men kritiserade spelets slumpmässiga bytes- och mikrotransaktionssystem.

## Spelbara figurer
Nya spelbara figurer anges med fetstil.
^a : Tillgänglig som nedladdningsbart innehåll.